# 巴巴尤爾特區
43°40′N 47°00′E / 43.667°N 47.000°E
巴巴尤爾特區（俄语：Бабаюртовский район），是俄羅斯的一個區，位於該國西南部，由達吉斯坦共和國負責管轄，面積3,262平方公里，2010年人口45,701，人口密度每平方公里14.01人。